# Niégo (département)
Pour le village chef-lieu, voir Niégo.
Niégo est un département et une commune rurale de la province de l’Ioba, situé dans la région du Sud-Ouest au Burkina Faso.
En 2006, le département comptabilisait 9 285 habitants.

## Villages
Le département et la commune rurale de Niégo comprend huit villages, dont le village chef-lieu homonyme (données de population consolidées en 2012 issues du recensement général de 2006) :
- Bévougané (714 habitants)
- Dadouné (1 361 habitants)
- Kondon (951 habitants)
- Niégo (1 879 habitants), chef-lieu
- Tamagan (994 habitants)
- Toury (889 habitants)
- Varpouo (1 648 habitants)
- Wekanalé (849 habitants)